# جاك دولان
جاك دولان (بالإنجليزية: Jack Doolan)‏ هو لاعب كرة قدم أمريكية أمريكي، ولد في 16 مايو 1919 في بروكلين في الولايات المتحدة، وتوفي في 23 مارس 2002.

## وصلات خارجية
- جاك دولان على موقع مرجع كرة القدم المحترفة.كوم (الإنجليزية)